# Lori Dupuis
Pour les articles homonymes, voir Dupuis (homonymie).
Lori Dupuis (née le 14 novembre 1972 à Cornwall au Canada) est une joueuse de hockey sur glace canadienne.
Avec l'équipe du Canada de hockey sur glace féminin, elle obtient la médaille d'or aux Jeux olympiques d'hiver de 2002 à Salt Lake City et la médaille d'argent aux Jeux olympiques d'hiver de 1998 à Nagano.